# Michael Konsel
Michael Konsel (ur. 6 marca 1962 w Wiedniu) – austriacki piłkarz grający na pozycji bramkarza.

## Kariera klubowa
Konsel pochodzi z Wiednia. Piłkarską karierę rozpoczął w klubie First Vienna FC. W 1982 roku był rezerwowym w młodzieżowej drużynie U-21, a rok później włączono go do kadry pierwszej drużyny, gdzie stał się trzecim bramkarzem. W styczniu 1985 roku przeszedł do lokalnego rywala, Rapidu Wiedeń, a do drużyny ściągnął go ówczesny trener tego klubu Otto Barić. Po transferze stał się podstawowym zawodnikiem drużyny (kontuzji doznał ówczesny pierwszy golkiper Herbert Feurer) i jeszcze w tym samym roku wystąpił w finale Pucharu Zdobywców Pucharów, w którym Rapid uległ 1:3 angielskiemu Evertonowi, a także zdobył Puchar Austrii. W trakcie sezonu Feurer wyzdrowiał, ale to Konsel na kolejne lata stał się pierwszym bramkarzem wiedeńskiej drużyny. W 1987 roku swoją postawą przyczynił się do wywalczenia krajowego pucharu, ale także swojego pierwszego mistrzostwa Austrii. W 1988 roku powtórzył ten drugi sukces, ale na zdobycie kolejnego trofeum w karierze musiał czekać do 1995 roku, kiedy to po raz trzeci sięgnął po Puchar Austrii. Rok później wywalczył swój ostatni tytuł mistrza Austrii. Wystąpił także w swoim drugim finale Pucharu Zdobywców Pucharów (Rapid tym razem przegrał 0:1 z Paris Saint-Germain). W Rapidzie spędził 13 lat i w tym okresie rozegrał 384 spotkania ligowe.
W 1997 roku odszedł do włoskiej Romy, w której zastąpił Giovanniego Cervone. W rzymskim klubie zadebiutował 31 sierpnia w wygranym 3:1 wyjazdowym meczu z Empoli FC. Zajął 4. miejsce w rozgrywkach Serie A i uznano go najlepszym bramkarzem sezonu 1997/1998. W sezonie 1998/1999 doznał kontuzji ścięgna Achillesa i do gry wrócił dopiero w kwietniu 1999, a zastępował go Antonio Chimenti. Jesienią 1999 austriacki golkiper odszedł do SSC Venezia i spędził tam rok, a w 2000 roku zdecydował się zakończyć piłkarską karierę.
| Sezon   | Klub            | Kraj    | Rozgrywki  | Mecze | Bramki |
| ------- | --------------- | ------- | ---------- | ----- | ------ |
| 1984/85 | First Vienna FC | Austria | Bundesliga | 13    | 0      |
| 1984/85 | Rapid Wiedeń    | Austria | Bundesliga | 7     | 0      |
| 1985/86 | Rapid Wiedeń    | Austria | Bundesliga | 25    | 0      |
| 1986/87 | Rapid Wiedeń    | Austria | Bundesliga | 23    | 0      |
| 1987/88 | Rapid Wiedeń    | Austria | Bundesliga | 34    | 0      |
| 1988/89 | Rapid Wiedeń    | Austria | Bundesliga | 32    | 0      |
| 1989/90 | Rapid Wiedeń    | Austria | Bundesliga | 34    | 0      |
| 1990/91 | Rapid Wiedeń    | Austria | Bundesliga | 36    | 0      |
| 1991/92 | Rapid Wiedeń    | Austria | Bundesliga | 27    | 0      |
| 1992/93 | Rapid Wiedeń    | Austria | Bundesliga | 36    | 0      |
| 1993/94 | Rapid Wiedeń    | Austria | Bundesliga | 34    | 0      |
| 1994/95 | Rapid Wiedeń    | Austria | Bundesliga | 36    | 0      |
| 1995/96 | Rapid Wiedeń    | Austria | Bundesliga | 30    | 0      |
| 1996/97 | Rapid Wiedeń    | Austria | Bundesliga | 30    | 0      |
| 1997/98 | AS Roma         | Włochy  | Serie A    | 29    | 0      |
| 1998/99 | AS Roma         | Włochy  | Serie A    | 11    | 0      |
| 1999/00 | SSC Venezia     | Włochy  | Serie A    | 15    | 0      |

## Kariera reprezentacyjna
W reprezentacji Austrii Konsel zadebiutował 16 października 1985 roku w przegranym 0:3 towarzyskim meczu z reprezentacją Jugosławii. W 1990 roku został powołany przez Josefa Hickesrbergera do kadry na Mistrzostwa Świata we Włoszech. Był tam jednak tylko rezerwowym i nie rozegrał żadnego spotkania. 8 lat później Herbert Prohaska zabrał go na mundial we Francji, gdzie był już podstawowym bramkarzem. Wystąpił we wszystkich trzech spotkaniach grupowych Austriaków: zremisowanych po 1:1 z Kamerunem i Chile, a także przegranym 1:2 z Włochami. Po mundialu zakończył reprezentacyjną karierę. W drużynie narodowej wystąpił 43 razy.